# Nghi lễ Latin

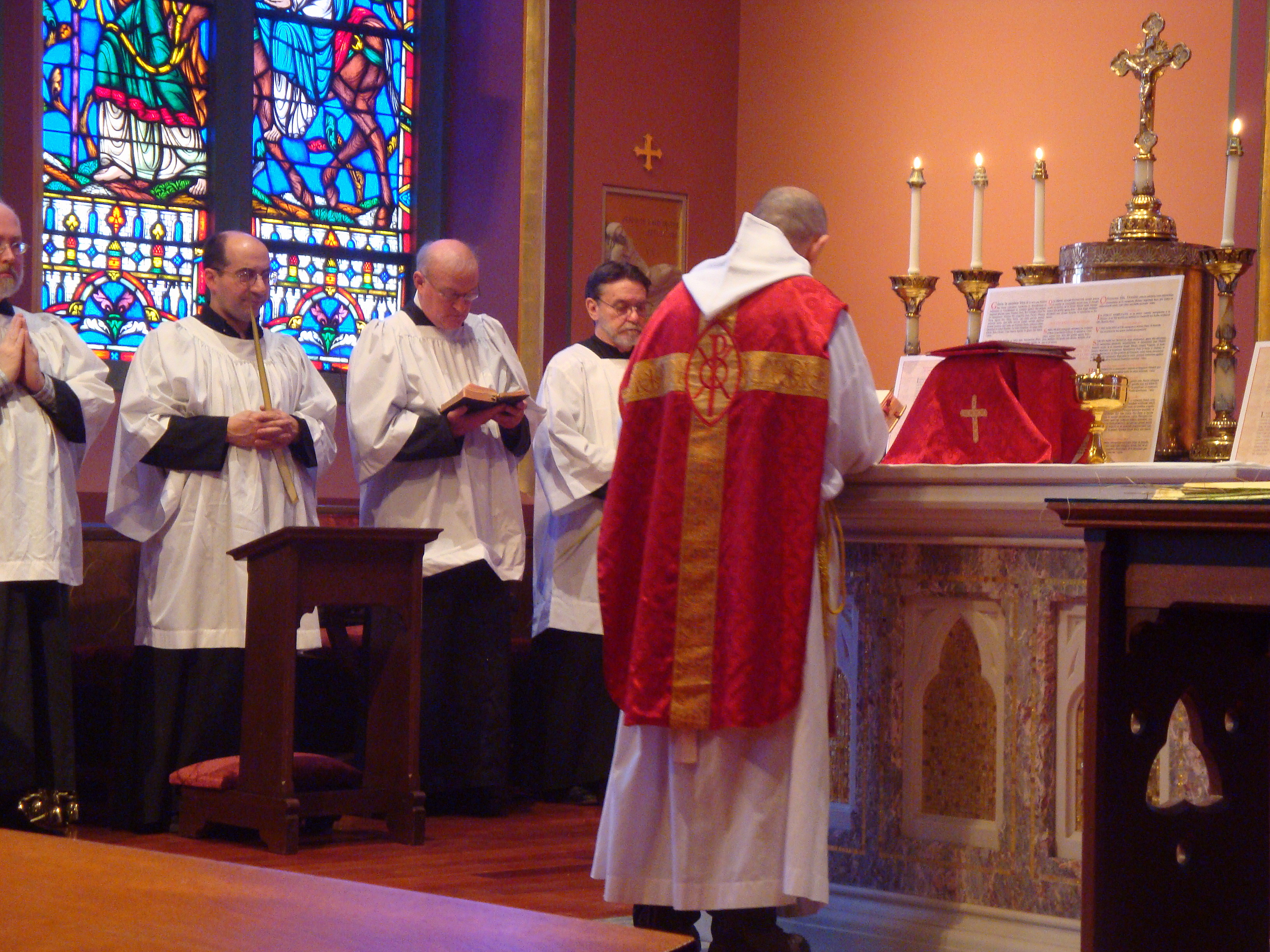
Thánh Lễ được diễn ra bằng tiếng Latin trong một Nguyện Đường của Nhà Thờ Chính Tòa Thánh Giá, Boston. Đó là một nghi lễ mới vì nó sử dụng màu phụng vụ màu đỏ bởi vì ngày đó là Chúa Nhật Lễ Lá

Nghi lễ Latin hay Thánh lễ Latin đề cập đến việc phụng vụ của Thánh lễ Giáo hội Công giáo được tổ chức trong Truyền thống Latin.

## Thánh Lễ Tridentine trong Tiếng Latin
Thuật ngữ "Thánh Lễ Latin" thường được sử dụng để biểu thị Thánh Lễ Tridentine, nghĩa là Phụng vụ Thánh Lễ Rôma của Thánh lễ được xướng bằng tiếng Latinh và phù hợp với các phiên bản kế tiếp của Thánh lễ Misa được xuất bản giữa năm 1570 và 1962.